# 니콘 D100

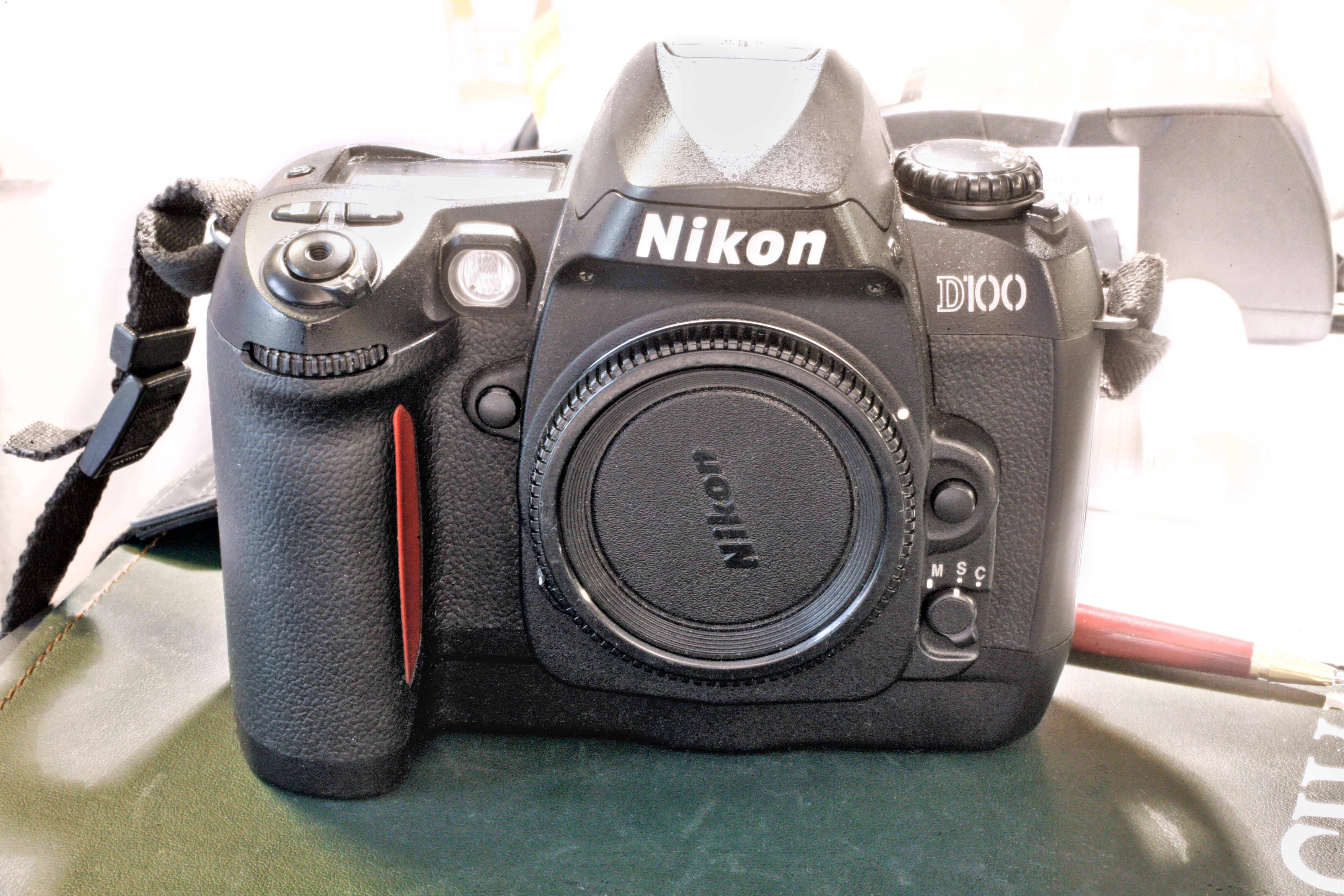
니콘 D100

니콘 D100(Nikon D100)은 니콘의 디지털 SLR 카메라로 2002년 2월 21일 PMA에서 발표되었다. 가격은 카메라 바디만 $1999로, 주요 경쟁상대는 캐논 EOS D60, 캐논 EOS 10D이었다. 611만 유효 화소를 가지고 있는 소니 ICX413AQ CCD를 이미지 센서로서 사용한다.

## 경쟁
니콘 D100은 경쟁 제품인 캐논 EOS D60, 캐논 EOS 10D와 비교했을 때, 빠른 초기 기동시간과 빠른 리뷰 시간이 장점이었다.
단점으로는 ISO(감광 속도)가 200부터 시작한다는 것이 있다.

## 사진

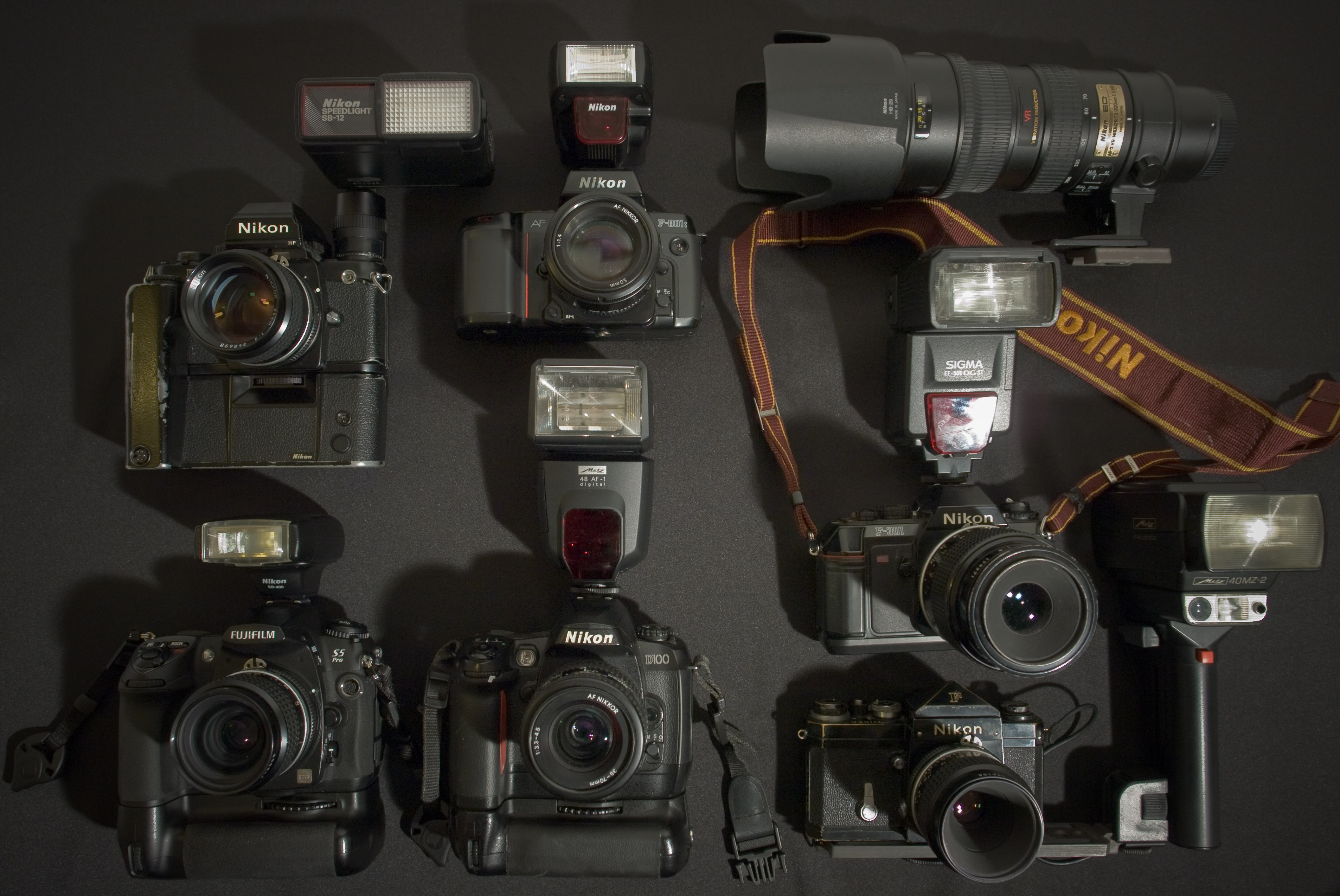
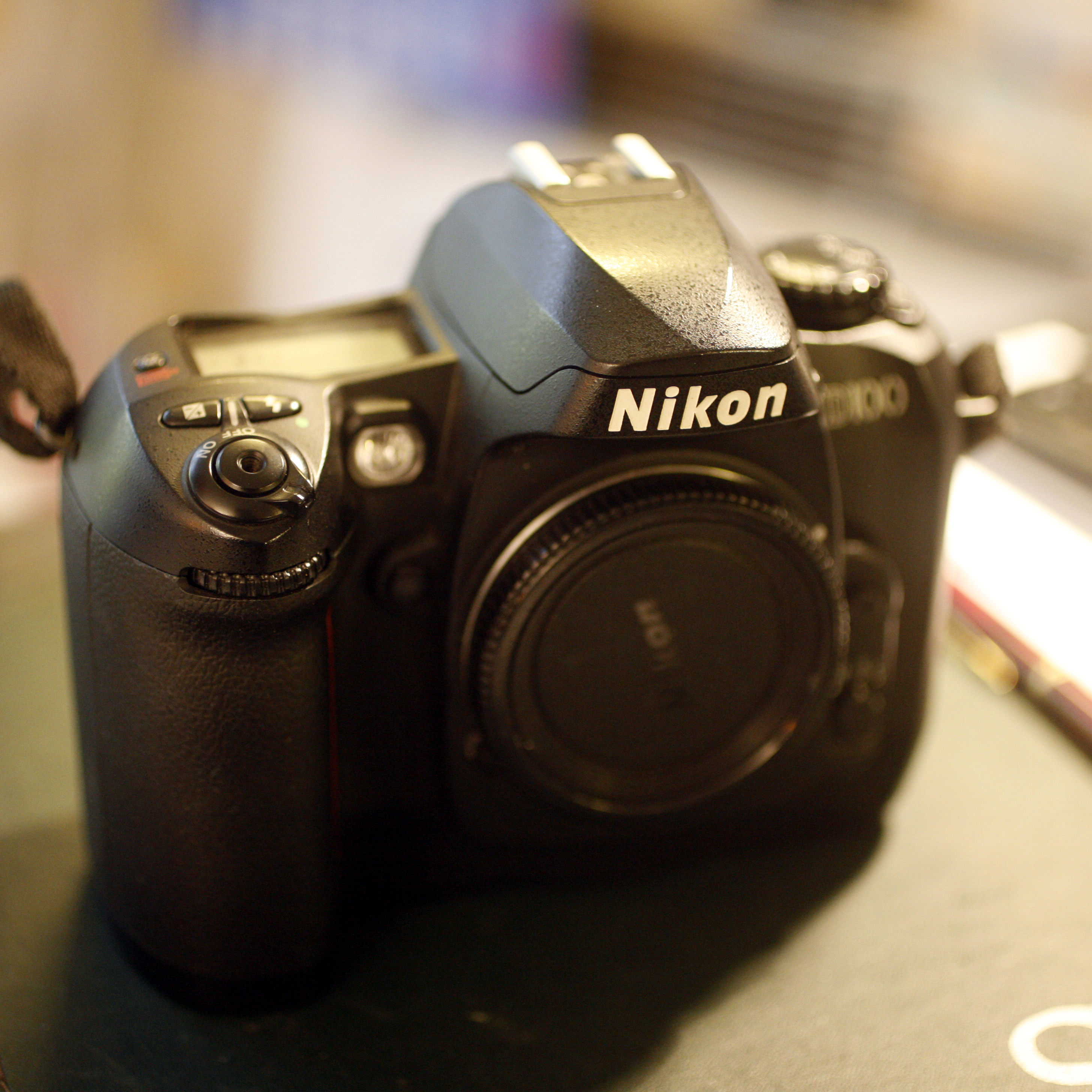
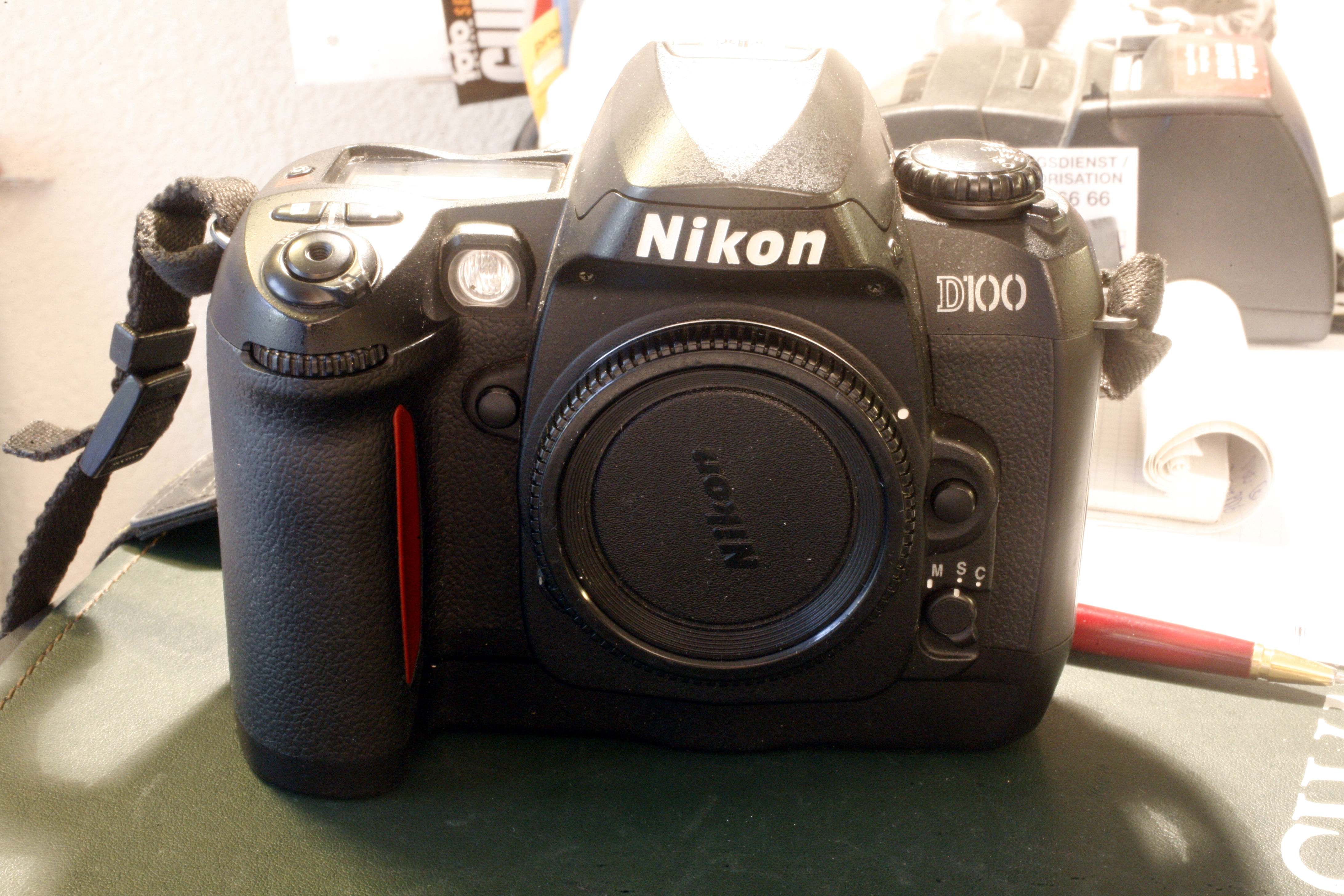